# Vitray-en-Beauce

Vitray-en-Beauce este o comună în departamentul Eure-et-Loir, Franța. În 1 ianuarie 2022 avea o populație de 353 de locuitori.